# 20è districte de París
El 20è districte és un dels vint districtes de París, França. Es troba a la riba dreta del Sena. Conté el districte de Ménilmontant i el barri de Belleville, que ha acollit moltes ones successives d'immigració des de mitjans del segle xix. Actualment, Belleville acull el segon barri xinès més gran de París.
També és conegut internacionalment perquè hi ha el cementiri del Père-Lachaise, on es poden trobar les tombes de molts compositors cèlebres (com Chopin i Rossini), escriptors (com Oscar Wilde i Marcel Proust), pintors (Pissarro, Jacques-Louis David i altres) i fins i tot cantants de rock com ara Jim Morrison.

## Geografia
El 20è districte té una àrea de 5,984 km².

## Demografia
El 20è districte va assolir la seva població màxima el 1936, quan tenia 208.115 habitants. Des d'aleshores, la població ha baixat. Al cens de 1999 la població era de 182.952 habitants, i comptava amb 54.786 llocs de treball.
| Any (dels censos francesos) | Població | Densitat (hab. par km²) |
| --------------------------- | -------- | ----------------------- |
| 1936 (pic de població)      | 208 115  | 34 779                  |
| 1962                        | 199 310  | 33 307                  |
| 1968                        | 188 921  | 31 571                  |
| 1975                        | 175 795  | 29 378                  |
| 1982                        | 171 971  | 28 738                  |
| 1990                        | 184 478  | 30 829                  |
| 1999                        | 182 952  | 30 594                  |

## Barris

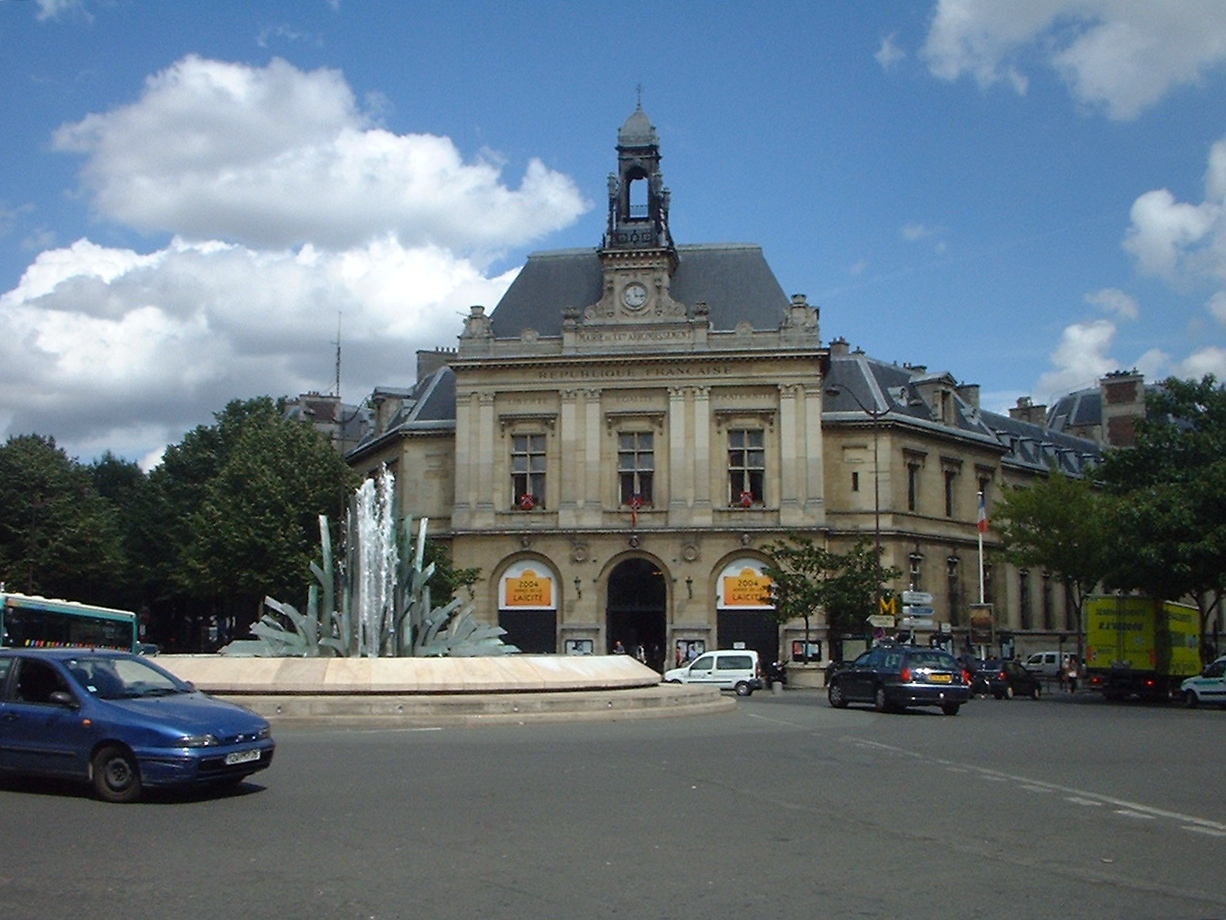
Ajuntament del 20è districte de Paris

Cadascun dels vint districtes de París se subdivideix en quatre barris, els del 20è districte són el barri de Belleville, 
el barri de Saint-Fargeau, el barri del Père-Lachaise i el barri de Charonne.

## Visites d'interès
- Cementiri del Père-Lachaise, és el cementiri més gran dintre de la ciutat de París i on alguns turistes visiten tombes de famosos. Cal no oblidar però, que es tracta d'un cementiri i no pas un parc, per a la qual cosa el respecte i el decorum no permeten activitats com fer pic-nic o estirar-se a prendre el sol.
- Parc de Belleville
- Mercat de Belleville, els dimarts i els divendres al matí, hi ha mercat al boulevard de Belleville, començant pel seu creuament amb el carrer Belleville i cap a l'est, on bàsicament hi ha fruita i verdura fresca, de bona qualitat i d'un preu imbatable a la ciutat. L'ambient és multicultural i molt dinàmic.
- Església de Nostra Senyora de la Creu de Ménilmontant (en francès, de Notre-Dame-de-la-Croix de Ménilmontant)
- Església de Saint-Germain-de-Charonne i el cementiri de Charonne.

## Carrers i places
Alguns carrers i places d'aquest districte són: la plaça Gambetta, on es troba l'ajuntament del districte; el carrer de Bagnolet, el carrer Belgrand, part del carrer Belleville i el boulevrad Belleville, el boulevard de Charonne, el boulevard Davout, l'avinguada Gambetta, el carrer des Orteaux, el carrer i el boulevard de Ménilmontant, el boulevard Mortier, part del carrer Pyrénées, el carrer d'Avron, el carrer Saint-Fargeau, el cours de Vincennes, etc.

## Curiositats i anècdotes
En aquest barri transcorre el film La classe (títol original en francès, Entre les murs), de Laurent Cantet.